# Шарданово
Шарданово (рос. Шарданово) — населений пункт (тип: залізнична станція) у Прохладненському районі Кабардино-Балкарії Російської Федерації.
Орган місцевого самоврядування — сільське поселення Учебне. Населення становить ? осіб.

## Історія
Згідно із законом від 27 лютого 2005 року органом місцевого самоврядування є сільське поселення Учебне.